# Kondapalli
Kondapalli (en télougou : కొండపల్లి), ou Kondapalle, appelée aussi Mustafanagar au XVIIIe siècle, est une ville indienne dans l’État d’Andhra Pradesh. Elle est célèbre pour ses jouets.
Selon le recensement de l'Inde de 2011, la localité compte une population de 33 373 habitants.